# Scaptocoris
Genre
Scaptocoris  est un genre d'insectes hétéroptères (punaises) assez particulier car il appartient à la famille des Cydnidae et donc ses espèces sont souterraines à tous les stades, larvaires et adultes. Géographiquement, c'est un genre d'insectes du continent sud-américain (c'est-à-dire la zone néotropicale) et ne comporte que quelques espèces. Les larves et les adultes se nourrissent en piquant les racines de plantes. Les adultes sortent parfois de terre pour se disséminer en volant. S. castanea est un insecte ravageur (insecte nuisible) des cultures au Brésil.
Le genre a été décrit par Maximilian Perty en 1830.
Espèces décrites selon la révision de Froeschner en 1960 : 
- Scaptocoris castanea Perty, 1833
- Scaptocoris divergens Froeschner, 1960
- Scaptocoris minor Berg, 1894
- Scaptocoris giselleae Carvalho, 1952
- Scaptocoris talpa Champion, 1900
- Scaptocoris grossa Froeschner, 1960

Selon BioLib (18 décembre 2022) :
- Scaptocoris australis Lis, 1999
- Scaptocoris buckupi Becker, 1967
- Scaptocoris castaneus Perty, 1833
- Scaptocoris divergens Froeschner
- Scaptocoris talpa Champion, 1900